# Ingegerd von Tell
Ingegerd von Tell, född 1881, död 1967, var en svensk översättare. Hon är mest känd för sin översättning av Charlotte Brontës Jane Eyre, men översatte även en handfull andra böcker från engelska och författade skriften De strävhåriga terrierrasernas trimning (Svenska kennelklubben, 1953).

## Översättningar (urval)
- Robert Cedric Sherriff: Fjorton dagar i september (The fortnight in September) (Natur och kultur, 1932)
- Charlotte Brontë: Jane Eyre (Jane Eyre) (Natur och kultur, 1943)
- George Eliot: Silas Marner (Silas Marner) (Natur och kultur, 1944)
- James S. Cammack: Moraliska problem vid sinnessjukdom (Moral problems of mental defect) (Natur och kultur, 1947)